# Dragon Age: Dawn of the Seeker
Pour plus de détails, voir Fiche technique et Distribution.
Dragon Age: Dawn of the Seeker (ドラゴンエイジ ブラッドメイジの聖戦, Doragon Eiji Buraddo Meiji no Seisen) est un film japonais en animation 3D réalisé par Fumihiko Sori, sorti en 2012. Il est basé sur la série de jeux vidéo Dragon Age,.

## Fiche technique
- Titre : Dragon Age: Dawn of the Seeker
- Titre original : ドラゴンエイジ ブラッドメイジの聖戦 (Doragon Eiji Buraddo Meiji no Seisen)
- Réalisation : Fumihiko Sori
- Scénario : Jeffrey Scott, John Burgmeier et Sean Whitley
- Musique : Naoyuki Horiko, Reiji Kitazato, Shogo Ohnishi et Masafumi Okubo
- Montage : Jeremy Jimenez et Daniel Mancilla
- Production : Justin Cook, Shin Hirano, Carly Hunter, Tomohiko Iwase, Lindsey Newman, April Rogers, Fumihiko Sori et Adam Zehner
- Société de production : BioWare, Electronic Arts, FUNimation Entertainment, Oxybot, T.O Entertainment et Toneplus Animation Studios
- Société de distribution : FUNimation Entertainment (États-Unis)
- Pays :  États-Unis et  Japon
- Genre : Animation, action, aventure et fantasy
- Durée : 90 minutes
- Dates de sortie : 
  -  Japon : 11 février 2012
  -  États-Unis : 29 mai 2012

## Doublage
| Personnage              | Japonais         | Anglais              |
| ----------------------- | ---------------- | -------------------- |
| Cassandra Pentaghast    | Chiaki Kuriyama  | Colleen Clinkenbeard |
| Regalyan D'Marcall      | Shōsuke Tanihara | J. Michael Tatum     |
| Frenic                  | Hiroshi Iwasaki  | Chuck Huber          |
| le grand clerc          | Kaya Matsutani   | Brina Palencia       |
| Byron                   | Tetsuo Komura    | John Swasey          |
| High Seeker             | Takaya Hashi     | R Bruce Elliott      |
| le commandant chevalier | Gackt            | Christopher Sabat    |
| Divine                  | Gara Takashima   | Pam Dougherty        |
| Lazarro                 | Hiroomi Sugino   | Mike McFarland       |
| le premier enchanteur   | Kazuaki Itō      | Kenny Green          |
| Alte                    | Hajime Iijima    | Joel McDonald        |
| Haydi                   | Go Shinomiya     | Ian Sinclair         |
| Anthony Pentaghast      | Eiji Miyashita   | John Burgmeier       |
| Avexis                  | Tomoko Nakamura  | Monica Rial          |
| la révérende-mère       | Junko Kitanishi  | Luci Christian       |